# Свети Георги (Ормилия)
Вижте пояснителната страница за други значения на Свети Георги.
„Свети Георги“ (на гръцки: Αγίου Γεωργίου Ορμύλιας) е възрожденска православна църква в село Ормилия, Гърция, част от Касандрийската епархия.

## Местоположение
Църквата е енорийски храм, разположен в центъра на селото. Построена е в 1818 година.

## История
Църквата е построена в 1818 година на мястото на унищожена от пожар църква, посветена на Свети Харалампий. По време на потушаването на Гръцкото въстание в 1821 година е опожарена и отново възстановена.
В 1989 година църквата е обявена за защитен паметник на културата.

## Архитектура
В архитектурно отношение е типичната за епохата трикорабна базилика. Заедно с камбанарията си създава интересен архитектурен ансамбъл. В интериора са запазени декоративни елементи и стенописи от ΧΙΧ век.